# Pristiophorus
Pristiophorus – rodzaj morskich ryb chrzęstnoszkieletowych z rodziny piłonosowatych (Pristiophoridae).

## Zasięg występowania
Północno-zachodni Pacyfik, zachodni Atlantyk, zachodni Ocean Indyjski oraz morza wokół Australii.

## Morfologia
Długość ciała do 137 cm.

## Systematyka
Rodzaj zdefiniowali w 1837 roku niemieccy ichtiolodzy Johannes Peter Müller i Jakob Henle w artykule poświęconym na ridzajom rekinów i płaszczek opublikowanym w czasopiśmie Bericht über die zur Bekanntmachung geeigneten Verhandlungen der Königlichen Preussischen Akademie der Wissenschaften zu Berlin. Gatunkiem typowym jest (oznaczenie monotypowe) piłonos zwyczajny (P. cirratus).

### Etymologia
Pristiophorus: gr. πριστος pristos ‘przepiłowany, piłowany’, od πριστηρ pristēr, πριστηρος pristēros ‘piła’, od πριω priō ‘piłować’; -φορος -phoros ‘noszący’, od φερω pherō ‘nosić’.

### Podział systematyczny
Do rodzaju należą następujące gatunki:
- Pristiophorus cirratus (Latham, 1794) – piłonos zwyczajny[5]
- Pristiophorus delicatus Yearsley, Last & White, 2008
- Pristiophorus japonicus Günther, 1870 – piłonos japoński[6]
- Pristiophorus lanae Ebert & Wilms, 2013
- Pristiophorus nancyae Ebert & Cailliet, 2011
- Pristiophorus nudipinnis Günther, 1870
- Pristiophorus schroederi Springer & Bullis, 1960